# 시메이즈 천문대
시메이즈 천문대(Сімеїзька обсерваторія)는 우크라이나에 있는 천문대이다. 크림반도에 있는 천문대이다.

## 설명
시메이즈 천문대(영어:Simeiz Observatory, Simeis 또는 Simeïs라고도 한다.)는 1950년대 중반까지 존재했었던 천문학 연구 천문대였다. 그것은 크림반도의 코슈카 산에 위치해 있다.  크림 천체물리 관측소의 일부이며 현재 위성의 궤도에 대한 레이저 기반 연구에 사용되고 있다. 소행성 센터(MPC)는 시메이즈 천문대가 천문학자 그리고리 네우이민, 세르게이 벨랴브스키, 블라디미르 알비츠키, 그리고리 샤인, 니콜라이바노프, 펠라지야 샤인, 프라스코브야 파르코멘코, 알렉산더 도이치, 에브게니즈 스크보르코브에 의해 총 150개의 소행성이 발견된 장소라고 믿고 있다. 2017년 소행성(369010) 2007 OK의2 발견은 MPC에 의해 시메이즈 천문대에 직접적인 공이 있다. 시메이즈 천문대는 러시아의 아마추어 천문학자인 니콜라이 말초프(Nikolai Maltsov)에 의해 설립되었으며 그는 나중에 러시아 과학 아카데미의 명예 회원이 되었고 그의 이름을 따서 소행성 749 말조비아(749 Malzovia)로 명명되었다. 1900년에 그는 시메이즈 근처에 있는 그의 땅에 굴절 망원경을 위한 탑을 지었다. 1906년에 천체 사진기 돔이 있는 타워이다. 두 탑 모두 현재 보존되어 사용되고 있다. 1908년에 몰트소프는 자신의 천문대를 풀코보 천문대에 선물로 주었다. 1912년에 러시아 남부에 풀코보 천문대의 첫 번째 천체물리학과가 공식적으로 문을 열었다. 시메이즈 천문대는 크림산맥의 남쪽 산허리 코슈카 산의 해발 360m 높이에 위치해 있다. 제2차 세계 대전 이후 기둥으로 장식된 발코니가 현대화된 낡은 건물을 기반으로 본관이 복원되었다. 성간 공간과 별의 형성 구역에 대한 연구, 별의 자전 발견, 반지름 속도에 대한 항성 목록 작성, 별과 태양의 화학적 구성에 대한 연구는 시메이즈 천문대에 세계적인 명성을 가져다 주었다. 별과 태양에 대한 연구 결과는 독립적인 가치를 나타낸다.

## 같이 보기
- 천문대
- 천문학